# اوستانوو
اوستانوو (به لهستانی:  Ustanów) یک روستا در لهستان است که در گمینا پراژموو واقع شده‌است.
 اوستانوو  ۲٬۱۰۰ نفر جمعیت دارد.